# Lettische Badmintonmeisterschaft 1973
Die Lettische Badmintonmeisterschaft 1973 fand in Jelgava statt. Es war die zehnte Auflage der nationalen Titelkämpfe von Lettland im Badminton, zu dieser Zeit noch als Meisterschaft der Sowjetrepublik.

## Titelträger
| Disziplin    | Sieger                        |
| ------------ | ----------------------------- |
| Herreneinzel | Egils Sudmalis                |
| Dameneinzel  | Ilona Lāce                    |
| Herrendoppel | Juris Jirgensons Jānis Ieviņš |
| Damendoppel  | Ināra Tērauda Sarmīte Auna    |
| Mixed        | Jānis Ieviņš Sarmīte Auna     |